# Museum für Kunst und Geschichte Freiburg
Das Museum für Kunst und Geschichte Freiburg (französisch Musée d’art et d’histoire de Fribourg, kurz MAHF) ist ein Museum in Freiburg im Üechtland. Es sammelt und stellt Werke aus dem Kanton Freiburg aus.

## Gebäude
Das Museum für Kunst und Geschichte Freiburg ist in zwei Hauptgebäuden untergebracht: im Ratzéhof, einem Stadtpalais aus dem 16. Jahrhundert, sowie in einem ehemaligen Schlachthaus, das sich gegenüber auf der anderen Seite der Murtenstrasse befindet. Ein unterirdischer Durchgang verbindet die beiden Teile des Museums. Die Anordnung der Säle geht auf die Renovierung im Jahr 1981 zurück. Beide Gebäude stehen auf der Liste der Kulturgüter von nationaler Bedeutung im Kanton Freiburg.

## Geschichte
1774 legte Tobias Gerfer den Grundstein zur ersten öffentlichen Sammlung in der Stadt, als er dem Jesuitenkollegium seine Medaillensammlung vermachte. Am gleichen Ort wurde 1823 das kantonale Museum eingerichtet. 1922 bezog das Museum, das inzwischen durch Sammlungen aus dem säkularisierten Kloster Hauterive und Schenkungen bereichert wurde, den Ratzéhof.

## Sammlungen

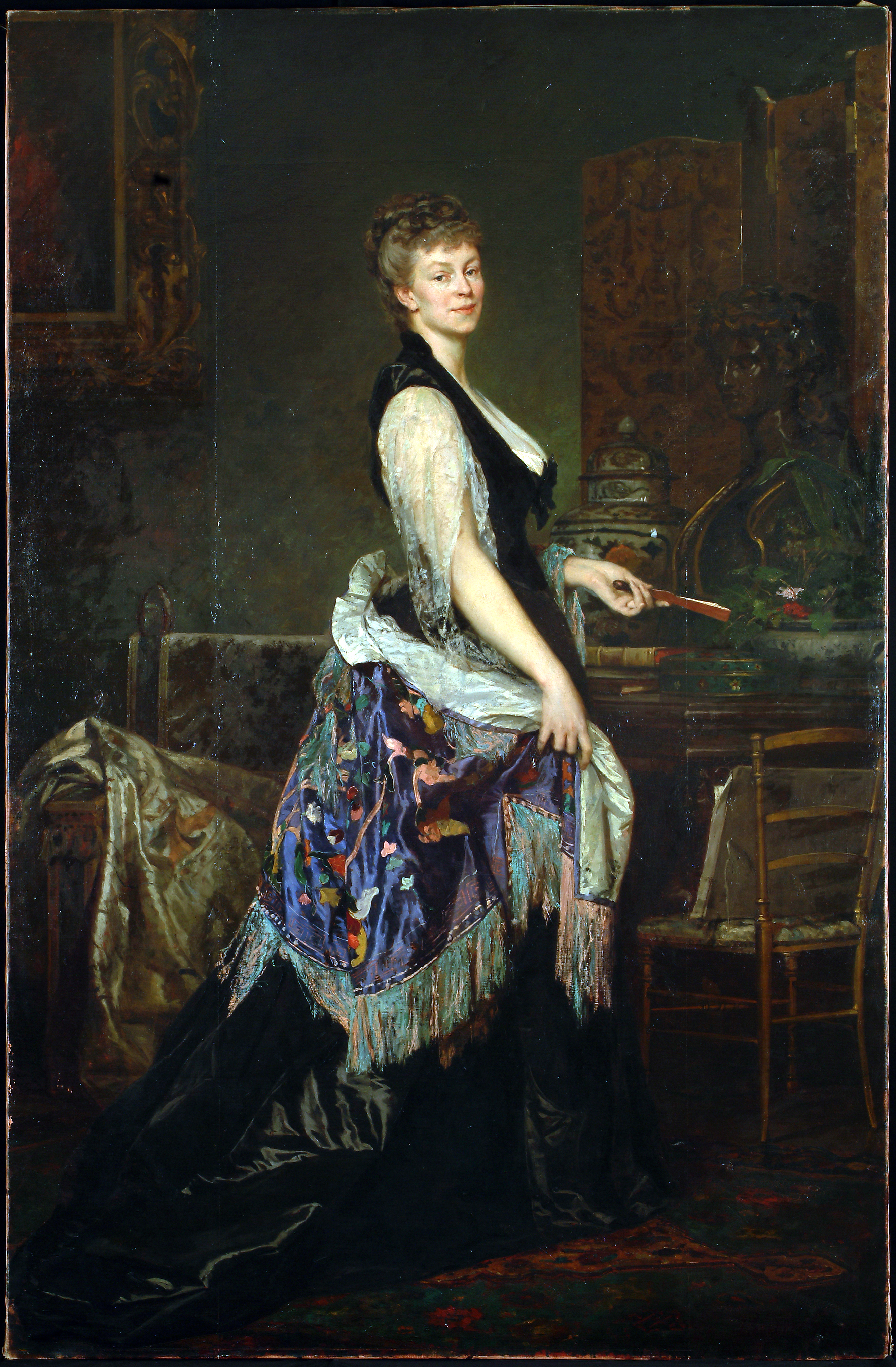
Édouard-Théophile Blanchard: Marcello, 1877, Museum für Kunst und Geschichte Freiburg

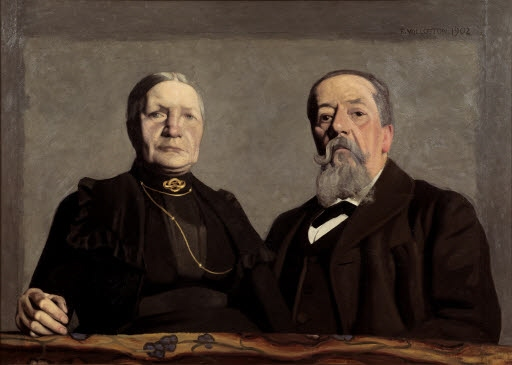
Felix Vallotton: Portrait des parents de l'artiste, 1902, Musée d'art et d'histoire Fribourg MAHF

Das Museum beherbergt hauptsächlich Freiburger Kunst vom Mittelalter bis zur Gegenwart sowie Kunstgegenstände des 17. und 18. Jahrhunderts. Die verschiedenen Bereiche der Dauerausstellung sind:
- Skulptur und Malerei in Freiburg im Mittelalter
- Skulptur und Malerei in Freiburg um 1500 (u. a. Gemälde von Hans Fries)
- Skulptur und Malerei in Freiburg – die Meister des 16. Jahrhunderts
- Aufklärung und Wohnlichkeit (u. a. Gemälde von Gottfried Locher)
- Barocke Frömmigkeit
- Das Kriegshandwerk
- Zünfte und Gewerbe
- Städtische Repräsentation im Agrarkanton
- Die Stadt – Abbild und Selbstdarstellung
- Steinskulptur aus Mittelalter und Barock
- Archäologie in Freiburg
- Freiburger Goldschmiedekunst
- Kunst des 19. und 20. Jahrhunderts (u. a. Bruno Baeriswyl, Joseph Reichlen, Hiram Brülhart, Oswald Pilloud, Raymond Buchs, Louis Vonlanthen)

Dazu kommt eine Galerie mit Werken der Bildhauerin Adèle d’Affry, Herzogin Castiglione Colonna, genannt Marcello (1836–1879) und eine Galerie der Glasmalerei.
Im Museum finden regelmässig Sonderausstellungen zu historischen oder kulturellen Themen statt. Ausserdem ist es für die Verwaltung des Espace Jean-Tinguely–Niki-de-Saint-Phalle zuständig.

## Direktoren
- 1981–2009: Yvonne Lehnherr